# Barry Daines
Barry Raymond Daines (Witham, 30 settembre 1951) è un ex calciatore inglese, di ruolo portiere.

## Carriera
Ha giocato nella prima e nella seconda divisione inglese con il Tottenham (104 presenze in prima divisione e 42 in seconda divisione, oltre a 2 presenze in Coppa UEFA) ed in quella di Hong Kong con il Bulova.

## Palmarès

### Club

#### Competizioni nazionali
- Coppa d'Inghilterra: 1

Tottenham: 1980-1981
- Coppa di Lega inglese: 2

Tottenham: 1970-1971, 1972-1973
- Hong Kong Football Association Cup: 2

Bulova: 1982, 1983
- Hong Kong Viceroy Cup: 2

Bulova: 1982, 1983

#### Competizioni internazionali
- Coppa UEFA: 1

Tottenham: 1971-1972
- Coppa di Lega Italo-Inglese: 1

Tottenham: 1971